# 口耳相传
口耳相传，又称口口相传、口碑，是通过个人与个人之间的推荐，提供消息来进行信息传递的一种方式。与广告，大众媒体相左。
口碑行銷（Word of mouth marketing (WOMM)）乃是一種透過口耳相傳方式來進行的行銷方式。如直銷（Direct Marketing）是一種口碑行銷方式。另外，随着传播技术和现代网络的发展，网络口碑（electronic word of mouth）的概念被提出，冲击并完善了传统口碑的概念。近年社群網路興起，提升了口碑的傳遞速度與擴散的廣度，並因應發展出社群行銷與社群聆聽概念。
社群营销，是某类特定群体集散地中，某个或低频或高频的产品口碑被认可，然后该产品在同类社群迅速走红。